# 부산역
부산역(Busan station, 釜山驛)은 부산광역시 동구 초량동에 있는 경부선과 경부고속선의 철도역이자 종점이다. 한국철도공사 부산경남본부 관리역으로, 역 구내에 한국철도공사 부산경남본부가 있다. 대한민국에서 서울역, 동대구역 다음으로 세 번째로 이용객이 많다. 서울 방향 KTX, ITX-새마을, 무궁화호와 수서 방향 SRT를 이용할 수 있으며, 광장에 부산 도시철도 1호선 부산역 출입구가 있다. 승차안내방송 시간말이 좀 달랐다. 2025년 상반기에 서울역과 똑같은 시간말이 나온다.

## 연혁

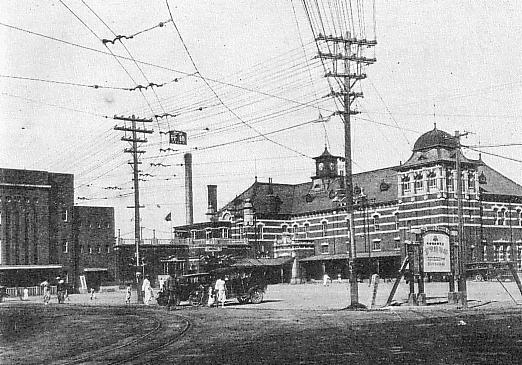
1930년경의 부산역 전경

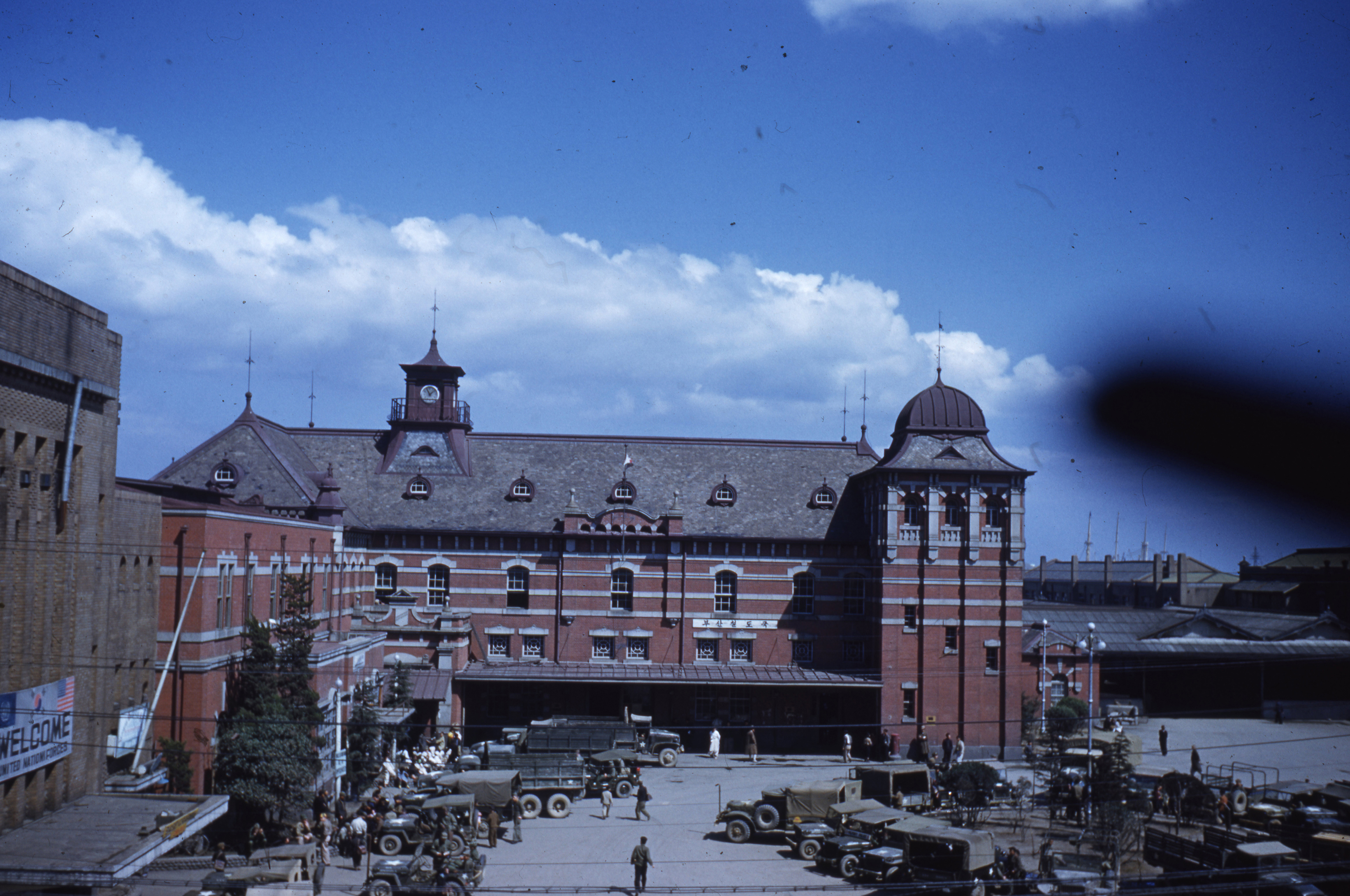
옛 부산역 (1951년 3월)

- 1908년 4월 1일: 경부선 초량~부산 간 개통과 함께 영업 개시[1]
- 1910년 10월 1일: 역사 준공
- 1943년 12월 10일: 부산역(釜山驛)에서 부산부두역(釜山埠頭驛)으로 역명 변경
- 1945년 6월 10일: 부산역으로 역명 환원
- 1945년 9월 1일: 화물부, 구내부 2개부를 통합
- 1953년 8월 1일: 일반화물 취급 개시
- 1953년 11월 27일: 대화재로 인해 역사 전소[2]
- 1965년 11월 1일: 초량역, 부산역, 부산진역 3역 부산진역으로 통합. 부산역 영업정지[3][4]
- 1966년 4월 1일: 초량동 매립지에 역사 신축 착공
- 1969년 6월 10일: 역사 신축 준공과 동시에 영업 재개[5][6]
- 1977년 12월 30일: 컨테이너 기지 설치
- 1993년 5월 1일: 유료휴게실 운영 개시[7]
- 1995년 7월 1일: 유료휴게실 폐지[8]
- 2000년 1월 1일: 부산지역관리역으로 직제 변경
- 2002년 4월 9일: 고속철도 부산역 공사관계로 1층 맞이방 폐쇄
- 2003년 4월 1일: 서쪽 역사 신축 완료, 기존 역사 폐쇄
- 2003년 9월 1일: 고속철도 부산역사 신축 준공
- 2004년 4월 1일: 경부고속철도 개통, 역사 리모델링 완료[9]
- 2006년 5월 1일: 소화물 취급 중지[10]
- 2006년 7월 1일: 지역관리역제 폐지로 보통역으로 조정
- 2009년 3월 1일: 역 확장 공사 시작
- 2010년 11월 1일: 경부고속철도 2단계 구간 개통에 맞춰 역사 확장 완료
- 2016년 12월 9일: SRT 운행개시[11]
- 2021년 1월 5일: 동해~부산간 무궁화호 폐지
- 2023년 9월 1일: ITX-마음 운행 개시
- 2025년 1월 1일 : 누리로 운행 종료

## 역 구조
1층에는 각종 상가와 KTX 특송, 국군수송사령부 예하의 TMO가 있으며, 매표소와 코레일 멤버십 라운지는 2층에 있다.

### 배선도
부산역 배선도는 다음과 같다.

### 역사 리모델링
현재의 역사는 대화재 이후 1969년 6월 10일에 완공되었다. 이후 경부고속철도 개통을 앞두고 대대적인 리모델링 공사를 시행하였으며 2003년 4월 확장 부지인 역사 서쪽(광장 기준)이 우선 신축 완공되었다. 서쪽 역사의 신축 공사가 완료되면서 기존 역사는 폐쇄되었고 기존 역사가 있었던 확장 역사 중앙과 동쪽은 입구 부분만을 리모델링 하여 2004년 4월 1일 완공하였다. 때문에 앞부분은 신축 역사의 모습이나, 내부 부대 시설과 역사 뒷편, 승강장 통로 등은 1969년 6월 10일 완공 당시 건물 형태가 그대로 유지되어 있다.
2010년 11월 1일 경부고속철도 동대구 ~ 부산 간 개통과 함께 2009년 3월부터 2010년 11월 1일까지 실시한 2차 증축 공사가 완료되었다. 공사와 함께 2층 맞이방은 확장되었으며, KTX 타는 곳이라는 이름의 개찰구가 새로 설치되었다. 1층에는 회의실이 새로 들어섰으며, 이와 함께 지붕이 덮여 있지 않은 철도 종단점 방향의 승강장에 새로 지붕을 덮는 공사도 이루어졌다. 뿐만 아니라 부산역 뒷쪽(부산항 방향)으로 새로운 출구를 만들어 이용객의 편의를 도모하고 있다. 또한, 7번 출구를 공사해, 기존 출구와는 달라진 모습이다.

### 승강장
이 역은 열차 별로 전용 승강장이 있는데, 1, 3번 승강장은 ITX-새마을 · 남도해양열차 · 무궁화호, 4~11번 승강장은 KTX와 SRT를 취급한다. 심야에 ITX-새마을이 3편성이, 무궁화호가 7편성이 주박 한다.
| ↑사상(경부선)/↑울산(경부고속선)     |
| \| ３４ \| ５６ \| ８９ \| 10 11 \| |
| 시·종착역                           |

| 번호 | 노선       | 열차                             | 행선지                                         |
| ---- | ---------- | -------------------------------- | ---------------------------------------------- |
| 1, 3 | 경부선     | ITX-새마을 · ITX-마음 · 무궁화호 | 구포 · 밀양 · 동대구 · 대전 · 수원 · 서울 방면 |
| 1, 3 | 경전선     | 남도해양열차                     | 마산 · 순천 · 보성 방면                        |
| 4~11 | 경부고속선 | KTX                              | 울산 · 서울 · 행신 방면                        |
| 4~11 | 경부고속선 | SRT                              | 평택지제 · 동탄 · 수서 방면                    |
| 4~11 | 경부선     | KTX                              | 구포 · 밀양 · 수원 방면                        |

## 역 주변
- ● 부산 도시철도 1호선 부산역
- 광장관광호텔
- 부산봉래초등학교
- 차이나타운
- 부산화교중고등학교
- 아리랑관광호텔
- 대한항공 부산지점
- 초량1동행정복지센터
- 초량2동행정복지센터
- 초량초등학교
- 토요코인호텔 부산역 1호점
- 한국토지주택공사 부산울산지역본부
- 메리놀병원
- 국제여객터미널
- 연안여객터미널
- 북항
- 부산대교

## 승차량 변동
| 연도와 승하차방향 | 연도와 승하차방향 | 연도와 승하차방향 | 이용 인원 | 이용 인원 | 이용 인원 | 이용 인원 | 이용 인원 |
| 연도와 승하차방향 | 연도와 승하차방향 | 연도와 승하차방향 | 경부선    | 경부선    | 경부선    | 경부선    | 경부선    |
| 연도와 승하차방향 | 연도와 승하차방향 | 연도와 승하차방향 | KTX       | 새마을    | 무궁화    | 통일      | 총계      |
| ----------------- | ----------------- | ----------------- | --------- | --------- | --------- | --------- | --------- |
| 2001년            | 하행              | 승차              | 미개통    | 종착      | 종착      | 종착      | 종착      |
| 2001년            | 하행              | 하차              | 미개통    | 2372134   | 5239732   | 584741    | 8196607   |
| 2001년            | 상행              | 승차              | 미개통    | 2343648   | 4891820   | 271798    | 7507266   |
| 2001년            | 상행              | 하차              | 미개통    | 시발      | 시발      | 시발      | 시발      |
| 2002년            | 하행              | 승차              | 미개통    | 종착      | 종착      | 종착      | 종착      |
| 2002년            | 하행              | 하차              | 미개통    | 2296295   | 4773348   | 462549    | 7532192   |
| 2002년            | 상행              | 승차              | 미개통    | 2240018   | 4539159   | 210140    | 6989317   |
| 2002년            | 상행              | 하차              | 미개통    | 시발      | 시발      | 시발      | 시발      |
| 2003년            | 하행              | 승차              | 미개통    | 종착      | 종착      | 종착      | 종착      |
| 2003년            | 하행              | 하차              | 미개통    | 2087056   | 4375105   | 260952    | 6723113   |
| 2003년            | 상행              | 승차              | 미개통    | 2012008   | 4206747   | 158922    | 6452725   |
| 2003년            | 상행              | 하차              | 미개통    | 시발      | 시발      | 시발      | 시발      |
| 2004년            | 하행              | 승차              | 종착      | 종착      | 330       | 종착      | 330       |
| 2004년            | 하행              | 하차              | 3500136   | 1281914   | 3063779   | 2073      | 7847902   |
| 2004년            | 상행              | 승차              | 3377069   | 1251960   | 3033859   | 11991     | 7674879   |
| 2004년            | 상행              | 하차              | 시발      | 시발      | 416       | 시발      | 시발      |
| 2005년            | 하행              | 승차              | 종착      | 종착      | 종착      | 폐지      | 종착      |
| 2005년            | 하행              | 하차              | 5208710   | 857974    | 2550060   | 폐지      | 8616744   |
| 2005년            | 상행              | 승차              | 5191844   | 837678    | 2489172   | 폐지      | 8518694   |
| 2005년            | 상행              | 하차              | 38        | 종착      | 4         | 폐지      | 42        |

### 항만시설
- 부산항여객터미널
- 국제여객터미널
- 연안여객터미널

## 인접한 역
| KTX                | KTX                  | KTX       |
| ------------------ | -------------------- | --------- |
| 울산 행신 방면     | KTX 경부선           | 시·종착역 |
| 울산 서울 방면     | KTX 경부선 수원 경유 | 시·종착역 |
| 구포 행신 방면     | KTX 경부선 구포 경유 | 시·종착역 |
| SRT                |                      |           |
| 울산 수서 방면     | SRT 경부고속선       | 시·종착역 |
| 경부선             |                      |           |
| 구포 서울 방면     | ITX-새마을 경부선    | 시·종착역 |
| 구포 서울 방면     | ITX-마음 경부선      | 시·종착역 |
| 사상 서울 방면     | 무궁화호 경부선      | 시·종착역 |
| 구포 광주송정 방면 | 남도해양열차         | 시·종착역 |

## 과거 경부선의 출발지
한동안 부산에서 서울로 가는 노선이 하행선이었다. 당시에는 일본 제국의 도쿄에서 식민지 경성으로 가는 길이었다.